# Foveon
Foveon è l'azienda che produce l'omonimo sensore Foveon X3.
L'11 novembre 2008, quando Federico Faggin ne era l'amministratore delegato, l'intero pacchetto azionario di Foveon è stato acquisito dall'azienda giapponese Sigma Corporation.
Alla fine del 2020 la Foveon ha cessato l'attività a Santa Clara e tutto il lavoro è stato trasferito in Giappone.